# أليخاندرو غويغارو
أليخاندرو غويغارو (بالإسبانية: Alejandro Guijarro)‏ هو فنان معاصر ‏ إسباني، ولد في 1979 في مدريد في إسبانيا.